# Усть-Брянь
Усть-Брянь (бур. Буряан Адаг) — село в Заиграевском районе Бурятии. Административный центр сельского поселения «Усть-Брянское».

## География
Расположено на правом берегу реки Брянка, в 3 км от места её впадения в Уду, к востоку в 44 км от центральной части Улан-Удэ, и в 6 км от пгт Онохой. Находится в 17 км северо-западнее районного центра, пгт Заиграево, в 2,5 км северо-восточнее Заиграевского шоссе.

## История
Село основано старообрядцами (семейскими)

## Население
| 2002 | 2010  |
| ---- | ----- |
| 1442 | ↘1395 |

## Экономика
В Усть-Бряни построен «Свинокомплекс «Восточно-Сибирский», один из крупнейших в регионе. Это позволило занять часть населения села работой, ранее потерянной из-за закрытия бройлерной фабрики.

## Инфраструктура
- Администрация сельского поселения
- Средняя общеобразовательная школа
- Детский сад
- Усть-Брянская врачебная амбулатория
- Дом культуры